# Ульянин, Николай Алексеевич
Николай Алексеевич Ульянин (13 августа 1850 — 29 мая 1907, Ашхабад) — русский генерал-майор, военный инженер.

## Биография
Родился в дворянской семье. В 1869 году окончил московскую классическую гимназию. Поступил в Александровское военное училище, откуда был выпущен прапорщиком в 1-ю гренадерскую артиллерийскую бригаду. В 1875 году поступил в Николаевскую инженерную академию. С началом русско-турецкой войны со старшего курса академии назначается в чине штабс-капитана в 4-й сапёрный батальон, в котором в качестве ротного командира участвовал в действиях отряда Скобелева.
Окончив инженерную академию, в 1879 году был назначен в Ковенскую инженерную дистанцию, где с 1882 г. состоял производителем части работ по возведению Ковенской крепости. В 1897 г. в чине полковника назначен строителем стратегической линии мургабской железной дороги от Мерва до крепости Кушка. В 1902 г. был произведён в генерал-майоры и назначен на важный пост начальника Среднеазиатской железной дороги и командира железнодорожной бригады.
29 мая 1907 г., возвращаясь на извозчике со службы, Ульянин проезжал по Анненковской улице Асхабада, когда неизвестный человек, одетый в форму железнодорожного солдата, догнал его на велосипеде у дома г. Воронова и, дав два выстрела из револьвера ему в затылок, умчался по Таш-Кепринской улице. Посланные конные разъезды не открыли убийцу, успевшего скрыться.

## Семья
Родился в семье коллежского секретаря, землевладельца села Старая Ситня Серпуховского уезда Московской губернии Алексея Александровича Ульянина (1817—1879).
От первого брака с урождённой Надеждой Павловной Савёловой (в первом браке — Облонская или Оболенская; 1820—1857), помимо Николая Алексеевича, у него были дети:
- Павел (1845—1915) — действительный статский советник, прокурор Ковенского окружного суда, член Варшавской судебной палаты, автор научно-популярных трудов.
- Федор (1846—1910) — полковник.
- Александр (1848—1911) — коллежский советник.
- Алексей (1849—1851)
- Алексей (1851—1855)
- Сергей (1854—1855)
- Петр (1855—1926) — надворный советник.
- Надежда (1856—?).

От второго брака с урождённой Елизаветой Павловной Савёловой (сестра первой жены; в первом браке — майорша Бубрих; 1824 — ?) родился Сергей Алексеевич Ульянин.
Сам Николай Алексеевич был женат (1874) на Евгении Фоминишне Янчевской, дочери коллежского советника Фомы Янчевского. От этого брака родились: Валентина (1875—?), Владимир (1879 — после 1935), Надежда (1881—?), Сергей (1889—?), Зинаида (1891—?).